# Роман Шевчик
Роман Едвард Шевчик (пол. Roman Edward Szewczyk; нар. 18 березня 1965, Битом, Польща) — польський футболіст, у 1989—1994 роках гравець збірної Польщі (у тому числі й капітан національної збірної), виступав на позиції захисника та півзахисника. Чемпіон Австрії (1996/97), дворазовий володар кубку Польщі (1990/91, 1992/93), тріумфатор Суперкубку Австрії (1997). Славився сильним, точним ударом з дальньої дистанції та зі штрафних. Протягом професіональної кар'єри виступав у клубах: «Шомберки» (Битом), «Шльонськ» (Вроцлав), ГКС (Катовіце), «Сошо» та «Аустрія» (Зальцбург). По завершенні кар'єри тренер та футбольний скаут.

## Клубна кар'єра
У польській екстраклясі (на той час офіційно носила назву Перша ліга) дебютував у сезоні 1982/83 років у «Шомберках» (Битом). Наступного сезону відзначився дебютним голом в еліті польського футболу, проте його команда — посіла останнє місце в турнірній таблиці чемпіонату — опустилася до тогочасної Дргої ліги. У цьому змаганні Роман виступав протягом трьох сезонів поспіль. Вдала гра за рідну команду після повернення до Екстракляси посприяла під час зимової перерви сезону 1988/90 років переходу Шевчика до «Шльонська» (Вроцлав). Саме як гравець цього клубу дебютував у збірній Польщі, проте в команді зіграв лише рік, а в грудні 1989 року перейшов до ГКС (Катовіце). У колективі з Катовиць був ключовим гравцем, разом з командою двічі вигравав кубок Польщі (1991 та 1993). У чемпіонаті Польщі сезону 1992/93 років відзначився 10 голами, цей показник став рекордним для Шевчика в футбольній кар'єрі. Загалом же в Екстраклязі провів 185 поєдинків, в яких відзначився 23-а голами. Проте в жодному з колективів Роману не вдалося здобути звання чемпіона Польщі (найкращим досягненням стало 2-е місце в сезоні 1991/92). У липні 1993 року перейшов до французького «Сошо», у футболці якого перші два сезони виступав у Лізі 1 (58 матчів, 2 голи) та один сезон у Лізі 2 (27 матчів, 2 голи). У сезоні 1995/96 років «Сошо» не зумів підвищитися в класі, тому 15 липня 1996 року Шевчик отримав статус вільного агента й вже незабаром перейшов до «Аустрії» (Зальцбург). За цю команду виступав протягом наступних 8 сезонів, допоки в червні 2004 року не завершив кар'єру професіонального футболіста. За цей час у футболці клубу з Зальцбурга виграв чемпіонат Австрії 1996/97 та суперкубок країни. По завершенні професіональної кар'єри періодично виступав за аматорські колективи з федеральної землі Зальцбург.

## Кар'єра в збірній
У головній збірній Польщі зіграв 37 офіційних поєдинків, в яких відзначився 3-а голами. У футболці «кадри» дебютував 12 квітня 1989 року в переможному (2:1) товариському поєдинку проти Румунії у Варшаві, а першим голом у футболці збірної відзначився 4 лютого 1990 року в переможному (1:0) товариському поєдинку з Іраном у Тегерані. Популярність серед вболівальників здобув 13 листопада 1991 року відзначившись голом у воротах збірної Англії (1:0) у кваліфікації до чемпіонату Європи 1992 року на муніципальному стадіоні в Познані, проте поляки перевагу не втримали (1:1). Натомість 22 вересня 1993 року у важливому відбірковому матчі до чемпіонату світу 1994 на стадіоні «Уллевол» проти Норвегії отримав безглузду червону картку, внаслідок чого поляки програли з рахунком 0:1. Під час кваліфікації чемпіонату світу 1994 був капітаном збірної. Востаннє футболку національної збірної одягав 4 вересня 1994 року на стадіоні «Рамат-Ган», в програному (1:2) поєдинку кваліфікації чемпіонату Європи 1996. Участі у великих міжнародних турнірах не брав (ні в фінальній частині чемпіонату світу, ні в фінальній частині чемпіонату Європи). У 28-и матчах у національній команді представляв ГКС (Катовіце), станом на початок 2018 року за кількістю зіграних матчів у «червоно-білій» футболці залишається рекордсменом катовіцького клубу.
| Голи за збірну | Голи за збірну | Голи за збірну | Голи за збірну   | Голи за збірну | Голи за збірну | Голи за збірну | Голи за збірну  |
| #              | Дата           | Місце          | Матч             | Гол            | Рахунок        | Результат      | Змагання        |
| -------------- | -------------- | -------------- | ---------------- | -------------- | -------------- | -------------- | --------------- |
| 1.             | 04/02/1990     | Тегеран        | Іран – Польща    | 60'            | 0 – 1          | 0 – 1          | Товариський     |
| 2.             | 13/11/1991     | Познань        | Польща – Англія  | 32'            | 1 – 0          | 1 – 1          | кваліфікація ЧЄ |
| 3.             | 09/09/1992     | Мелець         | Польща – Ізраїль | 24'            | 1 – 0          | 1 – 1          | Товариський     |

## Особисте життя
Одружений з Барбарою, виховує двох доньок: Монік та Анет. З 1996 рік й по сьогодні проживає в Австрії, недалеко від Зальцбурга, де після закінчення університету працював скаутом у «Ред Булл Зальцбург», а також очолював «Бергайм II» та допомагав тренувати «УСВ Еліксгаузен».

## Досягнення
ГКС (Катовце)
- Кубок Польщі
  -  Володар (2): 1991, 1993

«Аустрія» (Зальцбург)
- Австрійська Бундесліга
  -  Чемпіон (1): 1997

- Суперкубок Австрії
  -  Володар (1): 1997